# 메틸말론산
메틸말론산(영어: methylmalonic acid)은 디카르복실산 그룹의 화합물이다. 말론산의 기본 구조로 구성되어 있으며 메틸기를 가지고 있다. 메틸말론산의 염을 메틸말론산염(영어: methylmalonate)이라고 한다.

## 신진대사

프로피오네이트 대사 경로에서 부산물로 메틸말론산

메틸말론산은 프로피오네이트 대사 경로의 부산물이다. 이에 대한 시작 공급원은 다음과 같으며 괄호 안에는 전신 프로피온산 대사에 대한 각각의 대략적인 기여도가 표시되어 있다:
- 필수 아미노산: 메티오닌, 발린, 트레오닌 및 이소류신[3] (~ 50%)[2]
- 홀수 지방산[3] (~ 30%)[2]
- 박테리아 발효에서 생성되는 프로피온산[3] (~ 20%)[2]
- 콜레스테롤 측쇄[3]
- 티민[4]

프로피오네이트 유도체인 프로피오닐-CoA는 프로피오닐-CoA 카르복실라제에 의해 D-메틸말론닐-CoA로 전환된 다음 메틸말론닐-CoA 에피메라아제에 의해 L-메틸말론닐-CoA로 전환된다. 시트르산 회로으로의 진입은 L-메틸말론닐-CoA 뮤타제에 의해 L-메틸말론닐-CoA가 석시닐-CoA로 전환되는 과정을 통해 이루어지며, 이때 보조 인자로서 아데노실코발라민 형태의 비타민 B12가 필요하다. 프로피오닐-CoA에서 숙시닐-CoA로의 분해 경로는 시트르산 회로의 가장 중요한 아나플라제 경로 중 하나이다. 메틸말론산은 이 대사 경로의 부산물로 D-메틸말론닐-CoA가 D-메틸말론닐-CoA 가수분해효소에 의해 메틸말론산과 CoA로 분해될 때 형성되는 물질이다. 효소 아실-CoA 합성효소 패밀리 멤버 3(ACSF3)은 메틸말론산과 CoA를 메틸말론닐-CoA로 전환하는 역할을 담당한다.
세포 내 에스테라아제는 메틸말론산에서 메틸기(-CH3)를 제거하여 말론산을 생성할 수 있다.

## 임상적 관련성

### 비타민 B12 결핍증
메틸말론산 수치가 증가하면 비타민 B12 결핍을 나타낼 수 있다. 이 검사는 매우 민감하지만(비타민 B12 결핍 환자는 거의 항상 수치가 상승함), 특이도가 높지는 않다(비타민 B12 결핍이 없는 환자도 수치가 상승할 수 있음). 메틸말론산은 비타민 B12 결핍 환자의 90-98%에서 상승한다. 70세 이상 환자의 20-25%는 메틸말론산 수치가 높지만, 이들 중 25-33%는 B12 결핍이 없기 때문에 특이도가 낮다. 이러한 이유로 노인의 경우 메틸말론산 수치 검사는 일상적으로 권장되지 않는다.

### 대사성 질환
과잉은 메틸말로닉산혈증들과 관련이 있다.
메틸말론산 수치 상승이 말론산 수치 상승을 동반하는 경우, 이는 대사 질환 복합 말론산 메틸말론산 산성뇨증(CMAMMA)을 나타낼 수 있다. 혈장 내 말론산 대 메틸말론산 비율을 계산하여 CMAMMA는 전형적인 메틸말론산혈증과 구별할 수 있다.

### 암
또한, 나이가 들면서 혈액에 축적되는 메틸말론산은 2020년 종양 진행과 관련이 있는 것으로 나타났다.

### 소장에서의 박테리아 과증식
소장에서 박테리아가 과증식하면 비타민 B12의 흡수 과정에서 박테리아의 경쟁으로 인해 메틸말론산 수치가 높아질 수 있다. 이는 음식과 경구 보충제를 통한 비타민 B12에도 해당되며 비타민 B12 주사를 통해 피할 수 있다. 또한 단장 증후군 환자의 사례 연구를 통해 장내 세균이 과도하게 증식하면 메틸 말론산의 전구체인 프로피온산의 생산이 증가한다는 가설이 있다. 이러한 경우 메트로니다졸을 투여하면 메틸 말론산 수치가 정상으로 돌아온 것으로 나타났다.

## 측정
혈중 메틸말론산 농도는 기체 크로마토그래피 질량 분석법 또는 액체 크로마토그래피-질량 분석법(LC-MS)으로 측정하며 건강한 사람의 메틸말론산 예상 값은 73~271 nmol/L이다.

## 참고 항목
- 말론산